# Buky u kostela Nanebevzetí Panny Marie
Buky u kostela Nanebevzetí Panny Marie je dvojice památných stromů buků lesních červenolistých (Fagus sylvatica Purpurea) v okrese Cheb v Karlovarském kraji. Rostou v centru lázeňské části Mariánských Lázní na parkové ploše u kostela Nanebevzetí Panny Marie. Stromy rostou těsně vedle sebe a částečně tvoří společnou korunu. 
Mohutné koruny stromů sahají do výšky 36 m, obvody kmenů měří 498 cm a 430 cm (měření 2012). Buky svou kompozicí parkových úprav, umístěním a vzrůstem tvoří neodmyslitelnou součást města. Stromy do kompozice parkových úprav zařadil Václav Skalník, který byl zaměstnán tepelským klášterem jako zahradní architekt v Mariánských Lázních. Pozoruhodné je i vodorovné tvarování spodních kosterních větví. Stromy jsou chráněny od roku 2012 pro své dendrologické parametry a jako součást parkových úprav Mariánských Lázní. Jedná se o nejmohutnější stromy na území města. 

## Stromy v okolí
- Javor u Ferdinandova pramene
- Dub u Hamrnického zámečku
- Král smrků
- Alej Svobody
- Valský jasan